# Ptači vrchy
Ptači vrchy är ett berg i Tjeckien.   Det ligger i regionen Liberec, i den norra delen av landet, 100 km nordost om huvudstaden Prag. Toppen på Ptači vrchy är 1 013 meter över havet. Ptači vrchy ingår i Jizerské Hory.
Terrängen runt Ptači vrchy är huvudsakligen kuperad. Runt Ptači vrchy är det tätbefolkat, med 297 invånare per kvadratkilometer. Närmaste större samhälle är Liberec, 12,1 km sydväst om Ptači vrchy. I omgivningarna runt Ptači vrchy växer i huvudsak blandskog.